# Bazouges-Cré-sur-Loir
Bazouges-Cré-sur-Loir – gmina we Francji, w regionie Kraj Loary, w departamencie Sarthe. W 2013 roku liczba ludności wynosiła 2075 mieszkańców.
Gmina została utworzona 1 stycznia 2017 roku z połączenia dwóch ówczesnych gmin: Bazouges-sur-le-Loir oraz Cré-sur-Loir. Siedzibą gminy została miejscowość Bazouges-sur-le-Loir.